# Elegia thyrsifera
Elegia thyrsifera är en gräsväxtart som först beskrevs av Christen Friis Rottbøll, och fick sitt nu gällande namn av Christiaan Hendrik Persoon. Elegia thyrsifera ingår i släktet Elegia och familjen Restionaceae. Inga underarter finns listade i Catalogue of Life.